# Lullula
Lullula – rodzaj ptaków z rodziny skowronków (Alaudidae).

## Występowanie
Rodzaj obejmuje gatunki występujące w Eurazji i północnej Afryce.

## Morfologia
Długość ciała 23 cm, masa ciała 23–35 g (dotyczy L. arborea).

## Systematyka

### Etymologia
Zdrobnienie < francuska onomatopeja „Lulu” nadana lerce przez de Buffona w drugiej połowie XVIII wieku.

### Podział systematyczny
Do rodzaju należy jeden występujący współcześnie gatunek:
- Lullula arborea (Linnaeus, 1758) – lerka

oraz wymarłe, znane tylko ze szczątków kopalnych:
- Lullula neogradensis Kessler & Hír, 2012
- Lullula minor Kessler, 2013
- Lullula balcanica Boev, 2012
- Lullula slivnicensis Boev, 2012
- Lullula parva Kessler, 2013
- Lullula minuscula Kessler, 2013